# 浦元義照

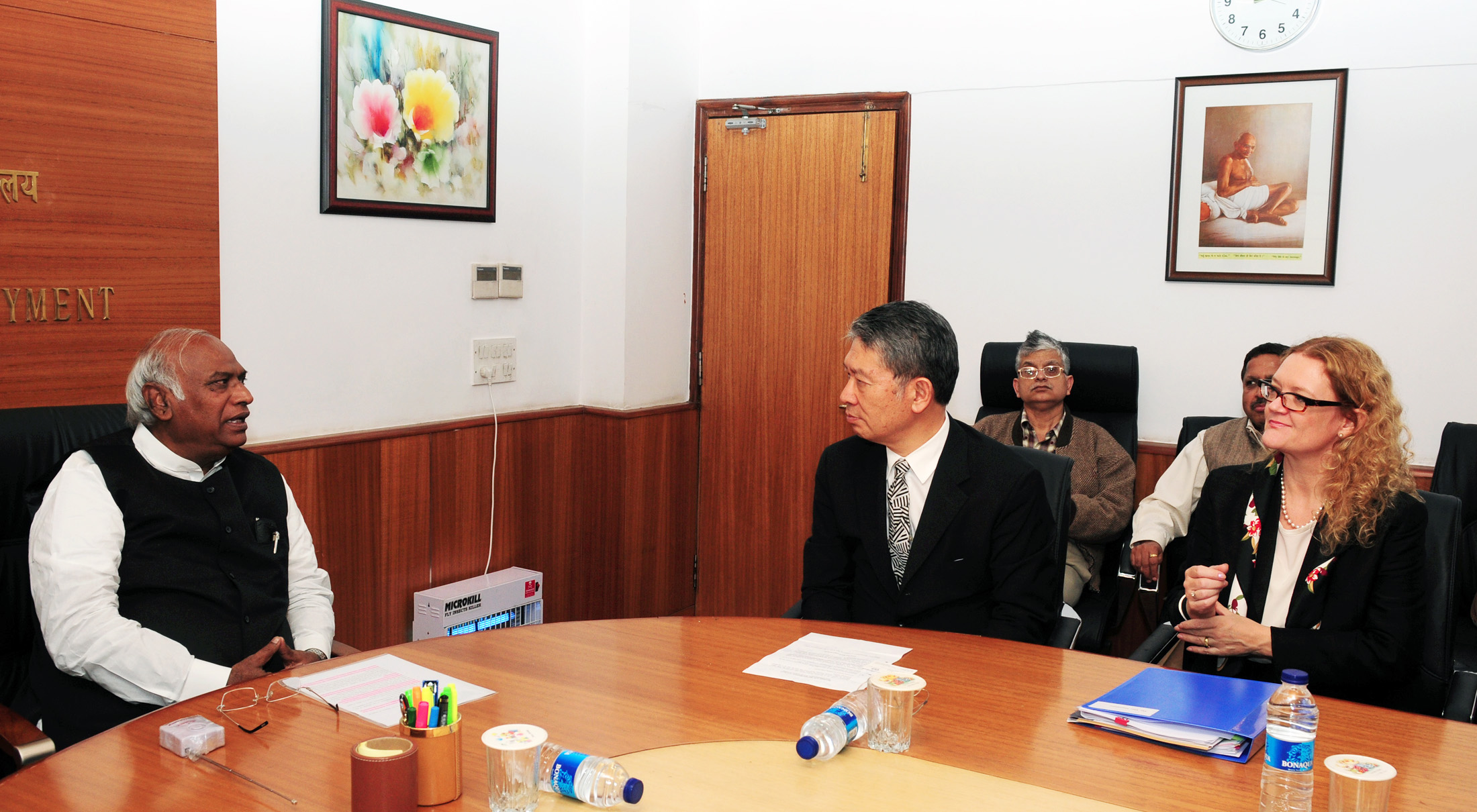
ILOアジア太平洋地域局長としてインドの:en:Mallikarjun Khargeと面会する浦元（中央）。2013年2月撮影。

浦元 義照（うらもと よしてる、1949年 - ）は、日本の国際公務員。宮崎県出身。2004年（平成16年）から国際連合児童基金（UNICEF）東京代表。2006年（平成18年）から国際連合工業開発機関（UNIDO）事務局事務次長。2012年（平成24年）から国際労働機関(ILO)アジア太平洋地域総局長。

## 人物・経歴
宮崎県三財村（現西都市）出身。日向学院中学校・高等学校を経て、1974年（昭和49年）上智大学外国語学部英語学科卒業。米・ハーバード大学ケネディ行政大学院行政学修士課程修了。
1974年（昭和49年）在ガーナ日本国大使館に契約職員として勤務し、情報・広報・技術援助活動を担当。
1978年（昭和53年）国際公務員として国際連合児童基金(UNICEF)に入職。西インド地域代表、インドネシア事務所シニアプログラムオフィサー等を経て、2004年（平成16年）から東京事務所代表（日本・韓国兼轄）として、開発計画及び各種の資金調達・広報活動に従事。
2006年（平成18年）国際連合工業開発機関(UNIDO)事務局事務次長に就任。工業開発、貧困撲滅、貿易促進、環境及びエネルギーを重点にUNIDOの戦略作成に従事。
2012年（平成24年）国際労働機関(ILO)アジア太平洋地域局長に就任。退任後、上智大学グローバル教育センター特任教授を経て、2023年（令和5年）GR Japanシニア・コンサルタント。